# Formation de Bahariya
La formation de Bahariya est une formation géologique située dans l'oasis du même nom au centre de l’Égypte. Les sédiments y datent du Cénomanien du Crétacé supérieur, il y a environ 95 Ma. La présence de fossiles de poissons osseux dans ces sédiments suggère un type d'habitat situé sur un estuaire de l'ancienne mer de Téthys. Il est formé de grès et de schistes intercalés. Le désert occidental d’Égypte est une zone riche en production d'hydrocarbures, avec des réserves estimées à 2700 MMBO dont la formation de Baharija est l'un des principales.

## Faune de la Formation de Bahariya

### Lépidosauriens
| Lépidosauriens de la Formation de Bahariya | Lépidosauriens de la Formation de Bahariya | Lépidosauriens de la Formation de Bahariya | Lépidosauriens de la Formation de Bahariya | Lépidosauriens de la Formation de Bahariya | Lépidosauriens de la Formation de Bahariya | Lépidosauriens de la Formation de Bahariya |
| Genre                                      | Espèce                                     | Lieu                                       | Position stratigraphique                   | Matériau                                   | Notes                                      |                                            |
| ------------------------------------------ | ------------------------------------------ | ------------------------------------------ | ------------------------------------------ | ------------------------------------------ | ------------------------------------------ | ------------------------------------------ |
| Simoliophis                                |                                            |                                            |                                            |                                            |                                            |                                            |

### Sauropodes
Restes de sauropodes indéterminés
| Sauropodes de la Formation de Bahariya | Sauropodes de la Formation de Bahariya | Sauropodes de la Formation de Bahariya | Sauropodes de la Formation de Bahariya | Sauropodes de la Formation de Bahariya | Sauropodes de la Formation de Bahariya | Sauropodes de la Formation de Bahariya |
| Genre                                  | Espèce                                 | Lieu                                   | Position stratigraphique               | Matériau                               | Notes                                  | Images                                 |
| -------------------------------------- | -------------------------------------- | -------------------------------------- | -------------------------------------- | -------------------------------------- | -------------------------------------- | -------------------------------------- |
| Aegyptosaurus                          | A. baharijensis                        |                                        |                                        | Squelette partiel sans crâne           |                                        |                                        |
| cf. Dicraeosaurus                      | cf. Dicraeosaurus sp.                  |                                        |                                        |                                        |                                        |                                        |
| Paralititan                            | P. stromeri                            |                                        |                                        | Squelette partiel sans crâne           |                                        |                                        |

### Théropodes
| Théropodes de la Formation de Bahariya | Théropodes de la Formation de Bahariya | Théropodes de la Formation de Bahariya | Théropodes de la Formation de Bahariya | Théropodes de la Formation de Bahariya | Théropodes de la Formation de Bahariya                                                                                        | Théropodes de la Formation de Bahariya |
| Genre                                  | Espèce                                 | Lieu                                   | Position stratigraphique               | Matériau                               | Notes | Images                                 |
| -------------------------------------- | -------------------------------------- | -------------------------------------- | -------------------------------------- | -------------------------------------- | --- | -------------------------------------- |
| Bahariasaurus                          | B. ingens                              |                                        |                                        |                                        | Aussi trouvé dans la Formation de Kem Kem                                                                                     |                                        |
| Carcharodontosaurus                    | C. saharicus                           |                                        |                                        |                                        | Aussi trouvé dans la Formation de Kem Kem                                                                                     |                                        |
| Deltadromeus                           | D. agilis                              |                                        |                                        |                                        | Aussi trouvé dans la Formation de Kem Kem                                                                                     |                                        |
| Elaphrosaurus                          | Indéterminé                            |                                        |                                        |                                        | Le matériel de Bahariya précédemment attribué à Elaphrosaurus est maintenant considéré appartenir à un théropode indéterminé. |                                        |
| Erectopus                              | E. sauvagei                            |                                        |                                        |                                        | |                                        |
| Spinosaurus                            | S. aegyptiacus                         |                                        |                                        |                                        | |                                        |
| Spinosaurus                            | Spinosaurus sp.                        |                                        |                                        |                                        | |                                        |